# 鎖命危機
是一部2018年上映的韓國犯罪驚悚片，改編自2011年的西班牙電影《当你熟睡》。該片於2018年1月開拍，由電影《花美男连锁恐怖事件》《我的平凡愛情》的導演李權執導，孔曉振、金叡園及金盛吳主演。劇情講述一獨居女子某天發現家中有東西被動過，事後才驚覺，她的套房裡，似乎就住著另一個陌生人。該片於2018年12月5日韓國上映，台灣於2019年1月18日上映。
中國大陸重製版本《門鎖》2021年11月19日上映，由别克執導，五百監製，白百何、范丞丞、白客主演。

## 演員陣容

### 主要人物
| 演員   | 角色   | 介紹 |
| 孔曉振 | 趙京敏 | 在銀行上班的獨居女子，作風小心謹慎，為了防止遭遇不測，總是在家中放置男人衣物，藉以營造有人同住的假象。某日上班前突然發現門鎖的蓋子被打開，立刻更換密碼⋯⋯ |
| 金叡園 | 吳孝珠 | 與京敏同是銀行契約工，且彼此是要好的朋友。 |
| 金盛吳 | 李刑警 | 偵辦金成浩命案及後續多起案件的刑警。 |

### 其他人物
| 演員   | 角色   | 介紹                                                     |
| 趙福來 | 金基正 | 與晶敏同樣住奉天洞的銀行顧客。                           |
| 李家燮 | 韓東勳 | 大樓管理員1。                                            |
| 韓智恩 | 姜承惠 | 被綁架最後被分屍的女子。                                 |
| 張俊寧 |        | 重案組班長。                                             |
| 車燁   |        | 刑警1。                                                  |
| 尹钟硕 |        | 大樓管理員2。                                            |
| 張庾   |        | 大樓管理所所長。                                         |
| 李忠九 |        | 京敏覺得原來的住處不安全，想要更換居所，所找的房屋仲介。 |
| 裴明鎮 | 警察1  | 接到京敏的報案後前來查案的警察。                         |
| 李洪耐 | 警察2  | 接到京敏的報案後前來查案的警察。                         |
| 金在华 | 朴代理 | 銀行代理。由於業績競爭，總是攔截京敏的顧客。             |
| 孫英姬 |        | 銀行職員1。                                              |
| 閻文慶 |        | 銀行職員2。                                              |
| 吳鏤利 |        | 銀行職員3。                                              |
| 金寶京 |        | 銀行職員4。                                              |
| 金智賢 |        | 銀行職員5。                                              |
| 金有京 |        | 銀行職員6。                                              |
| 盧敏貞 |        | 銀行職員7。                                              |
| 李清吾 |        | 銀行職員8。                                              |
| 高恩英 | 金善熙 | 戴著口罩被孝珠誤認為承惠的女子。                         |
| 鄭鍾佑 | 東宇   | 銀行保安員。                                             |
| 朴淑明 |        | 社區阿姨。                                               |
| 李光勳 |        | 醉漢。                                                   |
| 金智翰 |        | 鑰匙工。                                                 |
| 金東九 |        | 街頭醉漢。                                               |
| 朴初妍 |        | 孝珠別墅式住宅入住者。                                   |
| 白民俊 |        | 便利店職員。                                             |
| 朴敘妍 |        | 孝珠的母親。                                             |
| 張曉石 |        | 電梯中的男子，與晶敏住同棟大樓的同一樓層。               |
| 齊承賢 |        | 新婚夫婦中的妻子。                                       |
| 全智倫 |        | 新婚夫婦中的丈夫。                                       |
| 洪熙子 |        | 到銀行洽辦業務的奶奶。                                   |
| 趙美初 |        | 中年女子。                                               |
| 全勝燁 |        | 中年男子。                                               |
| 崔萬成 |        | 兩腿分開坐的男子。                                       |
| 玉周梨 |        | 行李大媽。                                               |
| 許成宇 |        | 便利店社長。                                             |
| 姜正民 | 地鐵男 | 在地鐵車上打瞌睡而往孝珠身上靠的男子。                   |
| 徐順勇 |        | 防盜窗工人。                                             |
| 趙英蘭 |        | 保險推銷員。                                             |
| 裴宥利 |        | 廣播播音員。                                             |

### 特別出演
| 演員   | 角色   | 介紹                                                         |
| 李天熙 | 金成浩 | 銀行科長，京敏與孝珠的上司，對京敏特別關照。                 |
| 金光奎 |        | 銀行次長，原本表示要將京敏轉正，金成浩命案發生後卻將她辭退。 |

## 獎項榮譽
| 年份   | 頒獎禮                   | 獎項         | 入圍者       | 結果 |
| ------ | ------------------------ | ------------ | ------------ | ---- |
| 2019年 | 第14屆大韓民國大學電影節 | 年度導演     | 李權         | 獲獎 |
| 2019年 | 第37屆布魯塞爾奇幻電影節 | 最佳驚悚電影 | 最佳驚悚電影 | 獲獎 |

## 外部連結
- Daum上《鎖命危機》的資料

- 韩国电影数据库（KMDb）上《鎖命危機》的資料
- 互联网电影数据库（IMDb）上《鎖命危機》的资料（英文）
- 開眼電影網上《鎖命危機》的資料（繁體中文）
- Yahoo奇摩電影上《鎖命危機》的資料（繁體中文）
- 豆瓣电影上《鎖命危機》的資料 （简体中文）
- Box Office Mojo上《鎖命危機》的资料（英文）